# Pierre Teilhard de Chardin
Pierre Teilhard de Chardin (sinh ngày 1 tháng 5 năm 1881 ở Orcines, Pháp - mất ngày 10 tháng 4 năm 1955 ở New York, Mỹ) là linh mục dòng Tên người Pháp, nhà nghiên cứu khoa học, nhà cổ sinh vật học, nhà thần học và nhà triết học.
Được xem là nhà khoa học nổi tiếng thế giới, và là nhà lý luận về sự tiến hoá lỗi lạc vào thời của ông, Pierre Teilhard de Chardin cũng là nhà địa chất chuyên nghiên cứu về thế Canh Tân (Thế Pleistocen), nhà cổ sinh vật học chuyên về động vật có xương sống của Đại Tân Sinh. Với mức độ hiểu biết rộng, ông so sánh các họ Vượn người, phát hiện ra động vật có vú khác và nhận thấy sự liên hệ với hàng bộ linh trưởng Liên họ người.